# Liste der Monuments historiques in Neubois
Die Liste der Monuments historiques in Neubois führt die Monuments historiques in der französischen Gemeinde Neubois auf.

## Liste der Bauwerke
| Bezeichnung                                      | Beschreibung | Standort                                         | Kennzeichnung | Schutzstatus | Datum | Bild           |
| ------------------------------------------------ | --- | ------------------------------------------------ | ------------- | ------------ | ----- | -------------- |
| Vorgeschichtliche Befestigung an der Frankenburg | sogenannte Heidenmauer; drei den Berggipfel umschließende Mauerzüge, spätlatènezeitlich, spätantik und mittelalterlich | südwestlich des Ortes am Schlossberg (Lage)      | PA00085281    | Inscrit      | 1990  | weitere Bilder |
| Frankenburg                                      | Ruine einer Gipfelburg vom Beginn des 12. Jahrhunderts                                                                 | südwestlich des Ortes auf dem Schlossberg (Lage) | PA00084819    | Classé       | 1898  | weitere Bilder |

## Liste der Objekte
| Bezeichnung                | Beschreibung                                                                               | Standort                        | Kennzeichnung | Schutzstatus | Datum | Bild           |
| -------------------------- | ------------------------------------------------------------------------------------------ | ------------------------------- | ------------- | ------------ | ----- | -------------- |
| Orgel                      | 1823 von Joseph Callinet für die Kirche in Ballersdorf gebaut, 1880 nach Neubois umgesetzt | in der Kirche St-Materne (Lage) | PM67001058    | Classé       | 1978  | weitere Bilder |
| Instrumentalteil der Orgel | 1823 von Joseph Callinet für die Kirche in Ballersdorf gebaut, 1880 nach Neubois umgesetzt | in der Kirche St-Materne (Lage) | PM67000187    | Classé       | 1978  | weitere Bilder |